# Candy (Lee Morgan)
Candy è un album di Lee Morgan, pubblicato dalla Blue Note Records nel novembre del 1958.I brani dell'album furono registrati al Van Gelder Studio di Hackensack, New Jersey (Stati Uniti) nelle date indicate nella lista tracce.

## Tracce
Lato A
1. Candy – 7:00 (Mack David, Alex Kramer, Joan Whitney) – Registrato il 2 febbraio 1958
2. Since I Fell for You – 5:35 (Buddy Johnson) – Registrato il 18 novembre 1957
3. C.T.A. – 5:00 (Jimmy Heath) – Registrato il 2 febbraio 1958

Lato B
1. All the Way – 7:20 (Sammy Cahn, James Van Heusen) – Registrato il 2 febbraio 1958
2. Who Do You Love, I Hope – 4:57 (Irving Berlin) – Registrato il 2 febbraio 1958
3. Personality – 6:10 (Johnny Burke, James Van Heusen) – Registrato il 18 novembre 1957[2]

Edizione CD del 2008, pubblicato dalla Toshiba EMI Records
1. Candy – 7:06 (Mack David, Alex Kramer, Joan Whitney)
2. Since I Fell for You – 5:39 (Buddy Johnson)
3. C.T.A. – 5:06 (Jimmy Heath)
4. All the Way – 7:27 (Sammy Cahn, James Van Heusen)
5. Who Do You Love, I Hope – 5:01 (Irving Berlin)
6. Personality – 6:16 (Johnny Burke, James Van Heusen)
7. All at Once You Love Her – 5:26 (Oscar Hammerstein II, Richard Rodgers) – Bonus Track[3]

- Brano 7 registrato il 18 novembre 1957 al Van Gelder Studio di Hackensack, New Jersey (Stati Uniti)[4].

## Musicisti
- Lee Morgan - tromba
- Sonny Clark - pianoforte
- Doug Watkins - contrabbasso
- Billy Higgins - batteria